# デモティキ
デモティキ（ギリシア語: Δημοτική [ðimotiˈci]）とは、現代ギリシア語の公用語である「口語の標準語」をいう。現代ギリシア語民衆口語のうち、「アテネ方言」を指称する。これは現代イタリア語の「トスカナ方言」に相当する標準語となった一方言である。

## 成立
デモティキは、比較的近代に成立した言語である。「デモティキ」の文献上の初出は、ソフィアノス（1500年 - 1552年）の口語ギリシア語の文法書が最初であり、ソフィアノスはデモティキの創設者といえる。これに反し、ヴルガリス（1716年 - 1806年）は、擬古典ギリシア語を堅持し「デモティキ」を排除した。カタルジス（1720年 - 1807年）は、「デモティキ」と呼ばれる「口語民衆語」を支持した最初の学者である。しかしながら、アダマンティス・コライス（1748年 - 1833年）は、口語ギリシア語に基づき純正化（「カサレヴサ」化）した新しいギリシア語を作る主張を最初に訴えて反駁した。1821年に始まったギリシャ独立戦争の過程で1830年にギリシア共和国が成立した。その後1833年にヴィッテルスバッハ家のオットーをオソン1世として国王に迎え、ギリシャ王国が建国された。このとき口語にもとづいた民衆語ディモティキをギリシア語とすべき旨のソロモス（1798年 - 1757年）の主張があったものの、オソンとともに故国に帰国した官僚は、コイネーに基づく古典的文語「カサレヴサ」（純粋文語と訳される）を標準語とすべき旨主張した。その後永くフランスのパリで活躍していたプシハリス（1824年 - 1929年）は、現代ギリシア語は「ディモティキ」によるべき旨の主張を国際的な学者・作家として初めて言語学的依拠とその著作で立証した。カサレヴサは擬古典的な「コイネー」に基づくギリシア語であり、擬古典的な官僚的文語的純正文語であって、当時は広く行政文書に使われていた。これに対し、ブシハリスは、「デモティキ」が通時言語学的に公用語として適切であり、「カサレヴサ」は通時言語学に反した人工的な擬古復古体で公用語でも文学語においても失当であると主張した。また自著「わが旅」などの文学作品の著作による実践をも行った。
しかし、その「デモティキ（民衆口語）」は、ギリシアのさまざまな方言のうち「アテネ方言」のみを指称する一方言の口語であった。当時のさまざまな各諸方言をまとめるには、かつてのコイネーを基盤とする純粋文語（「カサレヴサ」）の方が、ギリシア全体の共通語として（方言をまとめるために）より「一般化」しやすい言語であった。西海沖の地域を除く東海域の各島嶼・北ギリシア本土・小アジアの当時のギリシア人は当該地域の方言とカサレヴサのみを理解し、アテネ方言は異国の言語だったのである。

## デモティキの普及
イタリアにおける「トスカナ方言」のように、ダンテやボッカチオ等といった国際的に卓越する方言文学をアテネ方言は有さなかった。この点で、イタリア言語史とは事情を全く異にする。
エレフテリオス・ヴェニゼロス（1864年 - 1936年）は、新憲法にカサレヴサ（純粋文語）を公用語にすることを明記した。ただし、初等教育については、トリアンダフィリデス（1883年 - 1959年）の主宰する「教育学会」が文法書を「デモティキ」で出版することを公的に認可し、初等教育についてはデモティキ化（アテネ方言化）が公的に行われた。やがて、イオアニス・メタクサス将軍（1871年 - 1941年）による独裁政権下では、カサレヴサではなくデモティキが正式なギリシアの国語と制定され、また、その後の政変によって再度公用語がカサレヴサのみの使用に戻され、その後、1964年ゲオルギオス・パパンドレウ（1888年 - 1968年）政府は、カサレヴサとデモティキをともに公用語（併用）としたものの、ゲオルギオス・パパドプロス（1919年 - 1999年）政府の軍制下ではカサレヴサのみが公用語として唯一の言語とされ「デモティキ」が行政公用語としては禁止された。
その後の1974年7月24日の民主制回復で、1976年コンスタンディノス・カラマンリス（1907年 - 1998年）政府により、「デモティキ」のみをギリシアの正式な公用語と定め、その後、1981年にPASOK（全ギリシア社会主義運動）党首のアンドレアス・パパンドレウ（1919年 - 1996年）首相が政権を獲得すると、デモティキの公用語化をさらに推進し、正書法の表記上において、語彙形態素の弁別・文法形態素の有標である場合に必要である最低限度の場合を除き、強勢（トーノス）記号を一本化（モノトニコス化）し音声学上で有強勢の場合のみに表記すべきもの（IPA表記化・音韻符号の音声学的な有標の際のみの表記化）とし、気息（気音）符号も音韻上で音声的には無標であるため全廃した。
現在は、公式な政府の行政用語は全て「デモティキ」化され、ギリシア語の主流を占めている言語となった。しかしながら、この現在（2005年）に至るも、司法・法律等の用語は依然「カサレヴサ」が存続し判例等も依然として「カサレヴサ」で公示されており、司法をはじめ保守層の間で、そしてギリシア正教会の公的奉神礼用語等においても「カサレヴサ」のみを正式な権威ある言語として現在も依然として使用されており、「デモティキ」と併立しているのが2005年現在の「ギリシア語」の現状である。